# Scotorythra nephelosticta
Scotorythra nephelosticta är en fjärilsart som beskrevs av Edward Meyrick 1899. Scotorythra nephelosticta ingår i släktet Scotorythra och familjen mätare. Inga underarter finns listade.